# Дока
До́ка (яп. 銅戈 — бронзова алебарда) — різновид бронзового ґе, кинджалоподібного топірця, лезо якого кріпилося до довгого древка під прямим кутом. Набув поширення у період Яйой (800 (300) років до Р.Х — 300 років по Р.Х.). Виготовлявся литтям з бронзи. Мав довжину леза до 40 см.

## Короткий опис
Бронзові алебарди дока походять з Китаю. У середині 1 тисячоліття до Р.Х. їх завозили до Японського архіпелагу з Корейського півострова, але на початку нашої ери японці налагодили власне виробництво цих знарядь. Попри те що інші різновиди материкової зброї — бронзові мечі докен та списи дохоко — використовувалися японцями у війні, бронзові алебарди дока були виключно сакральними предметами — прикрасами і оберегами.
Існує три основних типів бронзових алебард дока:
- вузьколеза бронзова алебарда (細形銅戈) — алебарда із вузьким лезом. Зустрічається на початку періоду Яйой на півночі острова Кюсю в урнових керамічних похованнях.
- середньовузьколеза бронзова алебарда (中細形銅戈) — алебарда із дещо розширеним лезом. Зустрічається у пізню добу періоду Яйой, переважно на Кюсю, у префектурах Фукуока і Саґа.
- середньошироколеза бронзова алебарда (中広形銅戈) — алебарда із відносно широким лезом. Зустрічається у пізню добу періоду Яйой, переважно на Кюсю, у префектурах Фукуока і Саґа, та районі Внутрішнього Японського моря. Використовувалася як предмет культу. [1]
- широколеза бронзова алебарда (広形銅戈) — алебарда із широким і непрактичним з військової точки зору лезом. Зустрічається у пізню добу періоду Яйой, переважно на Кюсю і районі Внутрішнього Японського моря. Використовувалася як предмет культу. Зразків цього типу алебарди мало, але знаходять багато матриць для її відливання.

Існує також відмінність у декорі алебард Кюсю і району Внутрішнього Японського моря. Перші мають смугастий орнамент, другі — смугасто-зубчастий.
Найпівнічнішою точкою поширення бронзових алебард називають місто Накано у префектурі Наґано, центрі острова Хонсю.